# Xanthodonta isabellina
Xanthodonta isabellina är en fjärilsart som beskrevs av Sergius G. Kiriakoff 1979. Xanthodonta isabellina ingår i släktet Xanthodonta och familjen tandspinnare. Inga underarter finns listade i Catalogue of Life.